# Косово-Поле (город)
Ко́сово-По́ле или Фу́ше-Косо́ва (серб. Косово поље, алб. Fushë Kosovë) — город в Косове, центр одноимённой общины.

## Расположение
Косово Поле расположен в 8-ми километрах к юго-западу от Приштины.

## Население
В 2003 году население города Косово-Поле составляло 28 600 человек, из которых 60 % составляли албанцы, 30 % — сербы. В 2005 году в городе проживало 32 097 жителей.

## Административная принадлежность
| Сербская позиция                                           | Албанская позиция                            |
| ---------------------------------------------------------- | -------------------------------------------- |
| входит в Косовский округ автономного края Косово и Метохия | входит в Приштинский округ Республики Косово |